# Крестников, Сергей Александрович
Сергей Александрович Крестников (1 июля 1893 — 25 апреля 1938) — послушник Троице-Сергиевой лавры, регент, председатель церковно-приходского совета, прославлен в лике святых Русской православной церкви в 2002 году как преподобномученик. Память святого — 12 апреля по юлианскому календарю (25 апреля по новому стилю) и в Соборах новомучеников и исповедников Российских, Коми, Московских, Радонежских. Точно неизвестно, принял ли монашество послушник Сергий, хотя в следственных документах 1936 года Сергея Крестникова иногда именуют «монахом-попом». 15 декабря 1989 года был реабилитирован прокуратурой Московской области.

## Биография
Сергей Александрович Крестников родился 1 июля 1893 в Москве, в семье рабочего. Окончил церковно-приходскую школу и в 1905 году поступил в Покровский монастырь. С 1915 года в течение двух лет пел в хорах московских церквей, в 1918 году поступил послушником в Троице-Сергиеву лавру. В 1922 году монастырь был закрыт и Сергий Крестников стал петь в церковном хоре Пятницкой церкви в Сергиевом Посаде. В 1928 году Крестников стал псаломщиком, сторожем и председателем церковного совета в храме на Кукуевском кладбище Сергиева Посада, где был похоронен старец Зосимовой пустыни иеросхимонах Алексий (Соловьёв).
21 октября 1935 года Сергий Крестников вместе с бывшими монахами Троице-Сергиевой лавры и городскими священниками был арестован сотрудниками НКВД и помещён в Бутырскую тюрьму. 8 января 1936 года Особым совещанием при НКВД СССР послушник Сергий Крестников был признан виновным по 58-й статье УК РСФСР, приговорён к пяти годам заключения в исправительно-трудовом лагере и отправлен в Ухтпечлаг (г. Чибью, Коми АССР). 21 января 1938 года Сергий Крестников был арестован как «участник к/р группы, проводил среди заключенных к/р деятельность, направленную на дискредитацию партии и правительства». 15 марта 1938 года тройкой НКВД был приговорён к расстрелу. Послушник Сергий Крестников был расстрелян 25 апреля 1938 года и погребён в общей безвестной могиле.

## Канонизация
26 декабря 2002 года на заседании Священного синода РПЦ по представлению Московской епархии послушник Сергий Крестников был причислен к лику святых новомучеников и исповедников Российских. Был установлен день его памяти — 12 (25) апреля.